# 天主教邦都暨拉加韋宗座代牧區
天主教邦都暨拉加韋宗座代牧區（拉丁語：Vicariatus Apostolicus Bontocensis-Lagavensis）是羅馬天主教一個宗座代牧區，位於菲律賓呂宋島北部山區，轄區包括高山省和伊富高省。
宗座代牧區於2010年時有教友214,400人、21個堂區和30名司鐸，其主教座堂是位於邦都的聖麗達主教座堂。現任主教為魯道夫‧貝爾特蘭。
1992年7月6日自高山省宗座代牧區分出，成為宗座代牧區。 